# Milliontown
Milliontown is het debuutalbum van Frost*.

## Inleiding
De leider van Frost* Jem Godfrey was tot dan toe bekend vanwege het schrijven en produceren van hits van bijvoorbeeld Atomic Kitten en Ronan Keating. Om eens iets anders te doen, wilde hij progressieve rock schrijven. Bij de promotie zei Godfrey progressieve (vooruitstrevende) muziek te willen maken, maar gaf zelf aan dat hij daarbij teruggreep op de progressieve rock van Yes ten tijde van 90125 uit 1983. Toen het componeren voltooid was ging hij op zoek naar musici die het konden uitvoeren. Hij vond die in leden van andere bands binnen het genre, met name John Mitchell had nog invloed op het uiteindelijke resultaat. Het album, dat opgenomen is in de The Cube en The Outhouse, bleef toch vooral een producersalbum.

## Musici
- Jem Godfrey – toetsinstrumenten, zang
- John Mitchell – gitaren, zang (bekend van Arena en Kino)
- Andy Edwards – drumstel (IQ
- John Jowitt – basgitaar (IQ)
- John Boyes - gitaar

## Muziek
| Nr. | Titel                         | Duur  |
| --- | ----------------------------- | ----- |
| 1.  | Hyperventilate (Godfrey)      | 7:31  |
| 2.  | No me no you (Godfrey)        | 6:06  |
| 3.  | Snowman (Godfrey)             | 3:55  |
| 4.  | The other me (Godfrey)        | 4:51  |
| 5.  | Black light machine (Godfrey) | 10:06 |
| 6.  | Milliontown (Godfrey)         | 26:35 |

In The other one is een synthesizerriff verstopt te zijn van Gary Numan (dalende akkoorden uit Are 'Friends' Electric?). Milliontown is onderverdeeld in 1: One underground, 2: Abracadaver, 3: The only survivors, 4: Core, 5: The chosen few en 6: Two underground.